# Fillie Lyckow
Fillie Elsava Lyckow Widding, tidigare Lyckow Bergström, ursprungligen Elsava Lyckow, född 31 oktober 1934 på Östermalm i Stockholm, död 27 mars 2015 i Mariefred, var en svensk skådespelare.

## Karriär
Fillie Lyckow studerade vid Dramatens elevskola 1959–1962 och var engagerad vid Dramatiska teatern 1962–1964. Hon var vid Uppsala stadsteater 1965–1968 och har sedan frilansat på olika scener i Stockholm samt i radio och TV sedan 1969. 
Bland hennes uppmärksammade roller kan nämnas Jenny i Mahagonny, mrs Peachum i Tolvskillingsoperan och titelrollen i Mutter Courage. Vidare har hon setts som fröken i Madicken-filmerna och som personalchefen Aina Lindgren i TV-serien Varuhuset. Hennes sångresurser användes i kabarén Klo i silketass på Komediteatern (1979) och Evergreens på Kägelbanan (1982).
Lyckow agerade också röstskådespelare i tecknade filmer, exempelvis den onda fen i Törnrosa och Beata i Dr Snuggles samt berättarrösten i 2010 års julkalender Hotell Gyllene Knorren. Hon spelade Fru Schmidt i 2007 års uppsättning av The Sound of Music på Göta Lejon i Stockholm.

## Privatliv
Fillie Lyckow var dotter till fastighetsmäklare Nils Lyckow och Elsa Rexroth-Berg samt dotterdotter till tonsättaren Natanael Berg och faster till översättaren och författaren Cicci Lyckow Bäckman.
Hon gifte sig första gången 1964 med disponenten Göte Bergström (1910–1972) och andra gången 1987 med författaren Lars Widding (1924–1994). Hon fick en dotter, skådespelaren Maria Lyckow 1964.
Fillie Lyckow är begravd på Mariefreds kyrkogård.

## Filmografi i urval
- 1961 – Lustgården - Berta
- 1964 – Klänningen – Butiksbiträde
- 1971 – Här ligger en hund begraven (TV-serie)
- 1972 – Barnen i Höjden (TV-serie) - Tidningstanten
- 1973 – Luftburen – Marianne
- 1973 – Mona och Marie (TV-serie)
- 1974 – Straffet (TV-serie) – Barnavårdsassistenten
- 1974 – Kvarteret Oron (TV-serie)
- 1974 – Engeln (TV-serie)
- 1976 – Leva livet (TV-film)
- 1977 – Peter och draken Elliott – svensk röst
- 1977 – Mackan – Kenneths mor
- 1977 – Isgraven (TV-film)
- 1978 – En och en – Malin
- 1979 – Godnatt, jord (TV-serie)
- 1979 – Madicken (TV-serie) – Fröken
- 1979 – Du är inte klok, Madicken – Fröken
- 1980 – Flygnivå 450 – Sjuksköterska
- 1980 – Madicken på Junibacken – Fröken
- 1981 – Skapelsens krona
- 1981 – Hans Christian och sällskapet
- 1982 – Brusten himmel – Ebba
- 1984 – Sömnen – Alma
- 1987–1988 – Varuhuset – Aina Lindgren
- 1988 – Kråsnålen – Fru Blomqvist
- 1989 – Tre kärlekar (TV-serie, gästroll) – Fredrika Melin
- 1994 – Svensson, Svensson – Dagmar
- 2000 – Nya tider – Liselotte Rosén
- 2009 – Livet i Fagervik – Mård
- 2009 – Hannah Montana: The Movie – Mormor Ruby (svensk röst)
- 2010 – Hotell Gyllene Knorren – berättarröst
- 2013 – Barna Hedenhös uppfinner julen – Désirée Swedencrona

## Teater

### Roller (ej komplett)
| År   | Roll                           | Produktion                                                    | Regi             | Teater                 |
| ---- | ------------------------------ | ------------------------------------------------------------- | ---------------- | ---------------------- |
| 1957 | Hembiträdet                    | Anna Clara Harriet Hjorth                                     | Gösta Jonsson    | Riksteatern            |
| 1960 | Medverkande i teatertrupp      | Hamlet William Shakespeare                                    | Alf Sjöberg      | Dramaten               |
| 1961 | Lisa                           | Kattorna Walentin Chorell                                     | Mimi Pollak      | Dramaten               |
| 1961 |                                | Stolarna (Les Chaises) Eugène Ionesco                         | Alf Sjöberg      | Dramaten               |
| 1962 | En kund Medverkande i danserna | Resan (Le voyage) Georges Schehadé                            | Alf Sjöberg      | Dramaten               |
| 1962 | Marthe                         | Ungdom i fjällen (Altitude 3.200) Julien Luchaire             | Rolf Carlsten    | Dramaten               |
| 1963 | Polly Peachum                  | Tiggarens opera John Gay                                      | Per-Axel Branner | Dramaten               |
| 1964 | Rövarens hustru                | Tre knivar från Wei Harry Martinson                           | Ingmar Bergman   | Dramaten               |
| 1969 | Yente                          | Spelman på taket Sheldon Harnick, Joseph Stein och Jerry Bock | Henny Mürer      | Stockholms stadsteater |
| 1970 |                                | Inte just nu, älskling Ray Cooney och John Chapman            | Hasse Ekman      | Intiman                |
| 1971 |                                | Upp i smöret Terence Frisby                                   | Isa Quensel      | Intiman                |
| 1972 | Pauline                        | Fången på Andra avenyn Neil Simon                             | Per Gerhard      | Vasateatern            |
| 1977 |                                | My Fair Lady Frederick Loewe och Alan Jay Lerner              | Henny Mürer      | Oscarsteatern          |
| 2003 | Berte, tjänstekvinna           | Hedda Gabler Henrik Ibsen                                     | Christian Tomner | Dramaten               |
| 2007 | Frau Schmidt                   | Sound of Music Richard Rodgers och Oscar Hammerstein II       | Staffan Götestam | Göta Lejon             |